# Valea Loznei, Sălaj
Valea Loznei (maghiară Lóznavölgy) este un sat în comuna Lozna din județul Sălaj, Transilvania, România.

## Personalități
- În satul Valea Loznei a trăit Maftei Pop (1804-1952), cel mai longeviv român [1]